# شوام (مسيحيون لاتين)

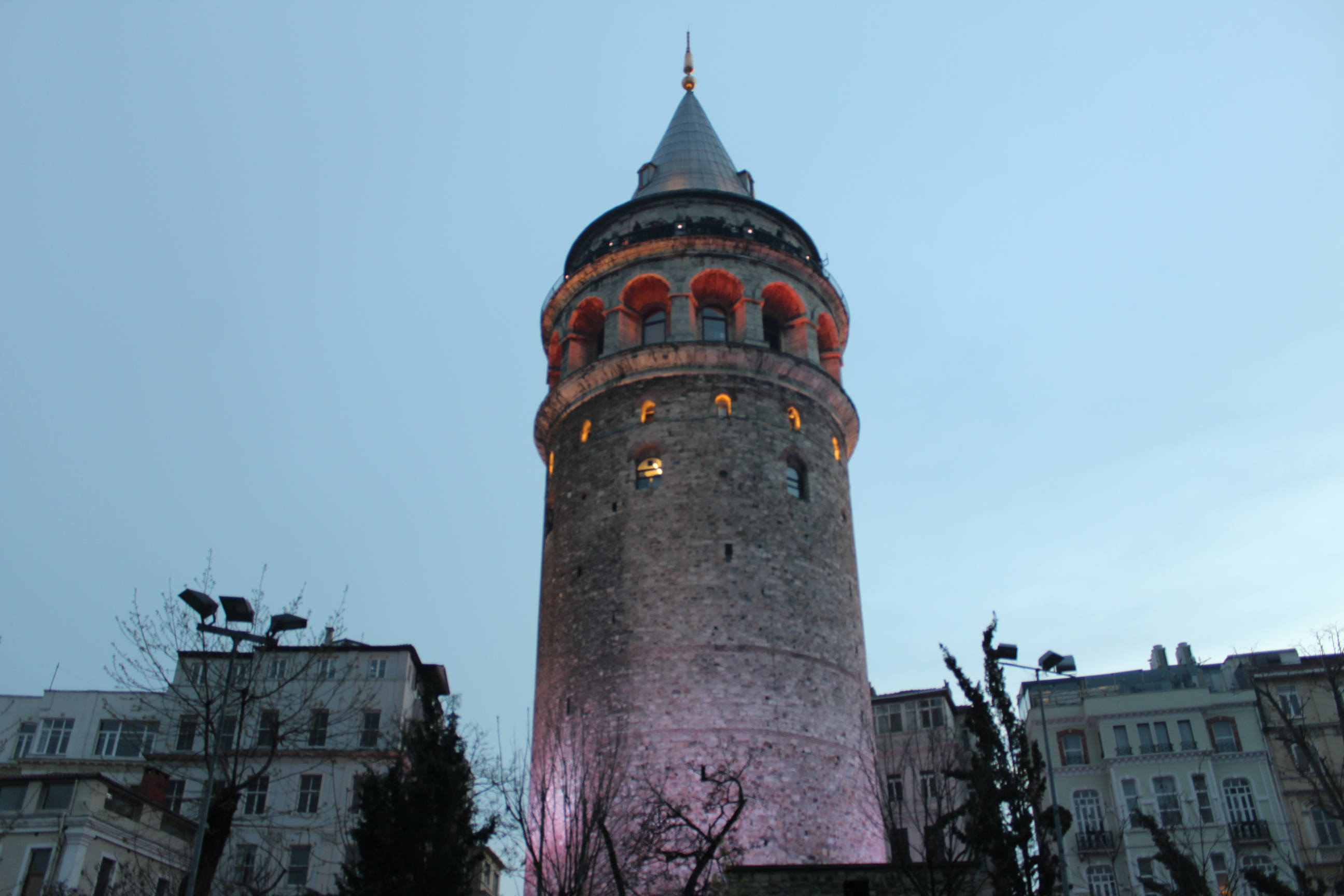
برج غلطة، بناه الجنويين وهم من الكاثوليك الشوام أو المشرقيون.

الشوام اللاتين أو المشرقيون هو مصطلح يشير إلى أحفاد الأوروبيين الكاثوليك الذين استقروا في المدن الساحلية للدولة العثمانية من أجل الانخراط في التجارة وخاصة بعد عصر التنظيمات. ومعظم الشوام اللاتتين هم من من خلفية عرقيَّة إيطالية وفرنسية. تصل أعدادهم في تركيا اليوم بين ألف إلى حوالي 35,000 نسمة.
يعود وجود الشوام اللاتين إلى تجار الجمهوريات البحرية جنوة والبندقية الإيطاليين والممالك الصليبية بالإضافة إلى الفرنسيين الذين يعود وجودهم خلال إلى الحملة الصليبية الرابعة والإمبراطورية اللاتينية. سكن الشوام الكاثوليك في الساحل الشرقي للبحر الأبيض المتوسط، حيث لا يزال يعيش اغلبهم في إسطنبول (ومعظمهم في حي غلطة، بيوغلو) وأزمير (ومعظمهم في أحياء بورنوفا وبوجا، حيث قطنوا في الأحياء الأرستقراطية والبرجوازيّة راجع قصور الشوام في ازمير [الإنجليزية])، ومرسين. وكان لهم كدور مؤثرة في التجارة وإنشاء البنوك والعلوم وفي خلق وإحياء تقاليد الأوبرا التركية، بالإضافة إلى التجارة والاقتصاد. تاريخيًا كان الشوام من أشد المؤيدين للبابوية الكاثوليكية، إضافة اليهم هناك كاثوليك أتراك عرقيًا وهم من معتنقو المسيحية (منهم متزوجين للشوام).

## تاريخ

### الشوام الأوائل

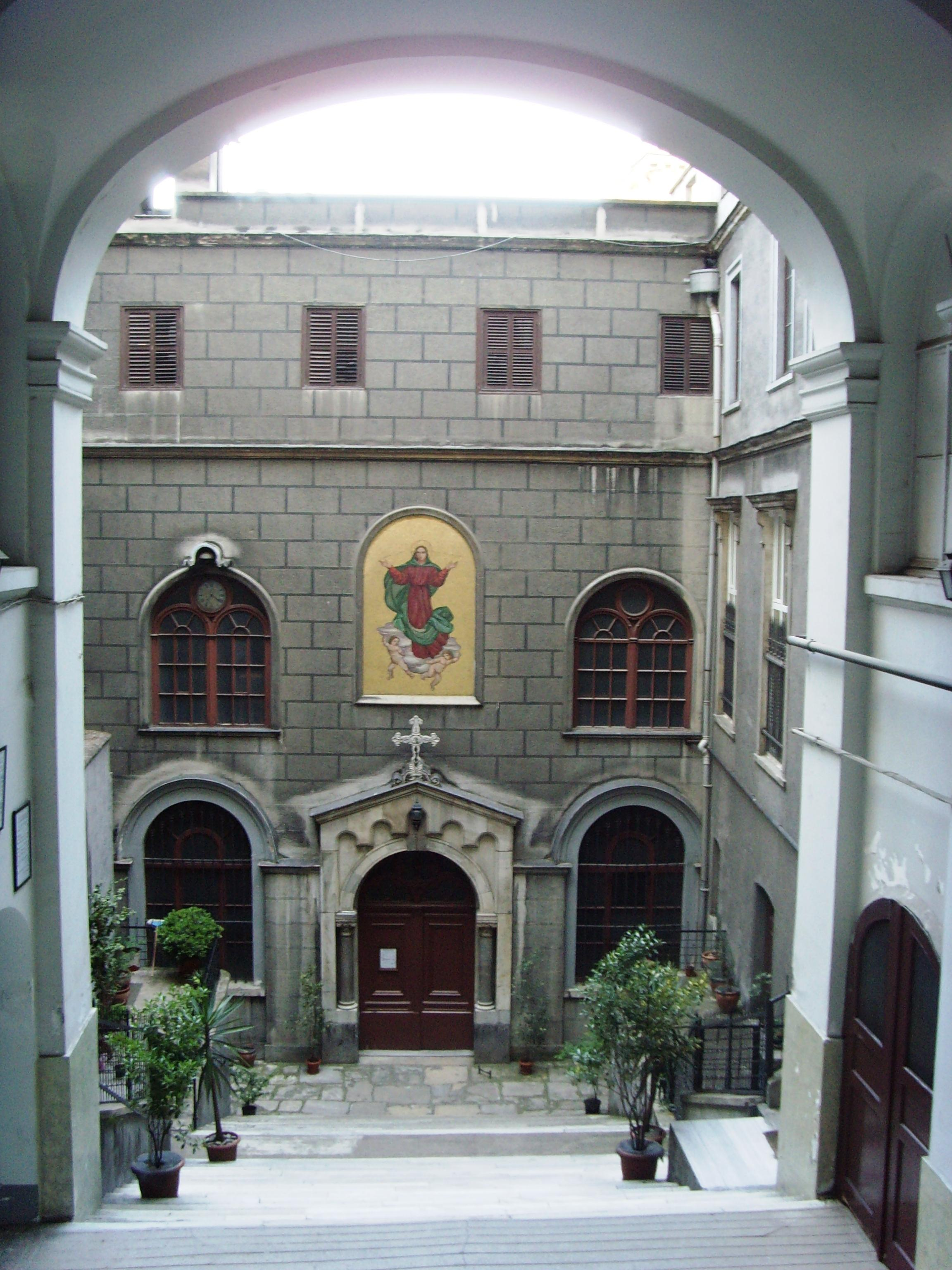
كنيسة سانتا ماريا دريبرس، وتُعد واحدة من أقدم الرعايا الرومانية الكاثوليكية في مدينة إسطنبول.

بدأ الأوروبيين في الإستقرار في مدينة القسطنطينية عاصمة الإمبراطورية البيزنطية في عقد 991 عندما أعطيت لهم بعض الامتيازات التجارية من قبل الحكام البيزنطيين. واستقروا في شبه جزيرة إسطنبول وغلطة. وكانت منطقة بيرا مستوطنة للتجار القادمين من جمهورية جنوة وجمهورية البندقية. في السنوات الأخيرة من سقوط الدولة البيزنطية أعطي التجار من أمالفي وبيزا هذه الامتيازات. بعد سقوط الإمبراطورية الرومانية، كانت هناك اختلافات ثقافيَّة ولغويَّة متزايدة بين المسيحيين اللاتين الغربيين واليونانيين الشرقيين. وفقًا لمؤرخ إلبير أورتايلي، كان الجنويين أول المشرقيين المهمين على التجارة مع البيزنطيين.
كان الفينيشيين المجموعة الثانية الهامة من الشوام اللاتين في الإمبراطورية البيزنطية. في ذلك الوقت، كانت قوة البيزنطيين تتناقص بينما كان العثمانيون يكسبون الأرض. ويعود وجود التجار من البندقية القادمين عبر البحر الأبيض المتوسط خلال العصر البيزنطي وحيث ثاموا ببناء برج غلطة. كان وكان البندقيون والعثمانيون حلفاء أيضًا ضد التحالف الجينوي البيزنطي. وكان الجنويين أكثر نشاطًا في شبه جزيرة الأناضول في حين كان للبندقيين قوة في جزر بحر إيجة. كانت هناك أيضًا العديد من المدن الإيطالية التي كانت نشطة في الأناضول وحولها. كما لعبت الحروب الصليبية دورًا هامًا في حياة الشوام اللاتين.
توجهت الحملة الصليبية الرابعة صوب القسطنطينية نفسها واحتلتها عام 1261 غير أن الدولة لم تعمّر طويلاً، ودعيت الدولة اللاتينية باسم الإمبراطورية اللاتينية. وقد كان الغرض من إنشائها أن تخلف البيزنطيين في حكم الدولة الرومانية وأدَّعي الآباطرة اللاتين حقهم في وراثة عرش بيزنطة. وفي 16 مايو سنة 1204 توج بلدوين التاسع كونت فلاندرز إمبراطورا علي القسطنطينية كأول إمبراطورا لاتيني كاثوليكي يحكم مدينة قسطنطين العريقة. وتم اختيار المدن التي سكنها الشوام من الواقعة في طرق التجارة الهامة والتي كانت أيضًا أماكن آمنة.
مع سقوط القسطنطينية بقي الشوام قاطنين في الأراضي التابعة للدولة العثمانية وخصوصًا في إسطنبول مركز الدولة العثمانية إلى جانب إزمير. حيث كانت إزمير مركزًا للمنتجات الطازجة مثل العنب والتين والزيتون والبامية. ونتيجة لذلك، بدأ البندقيون والفرنسيون في الإستقرار في أزمير بعد استقرار التجار الجنويين في المدينة. مع مرور الوقت بدأ التأثير الإيطالي في الانخفاض رافقه زيادة بأعداد التجار البريطانيين والهولنديين والألمان الذين كانت لهم علاقات خاصة مع ساحل الأناضول. كما تزوجوا من المسيحيين غير الكاثوليك وغير البروتستانت، وخاصًة من أتباع الكنيسة اليونانية الأرثوذكسية.

### عصر التنظيمات

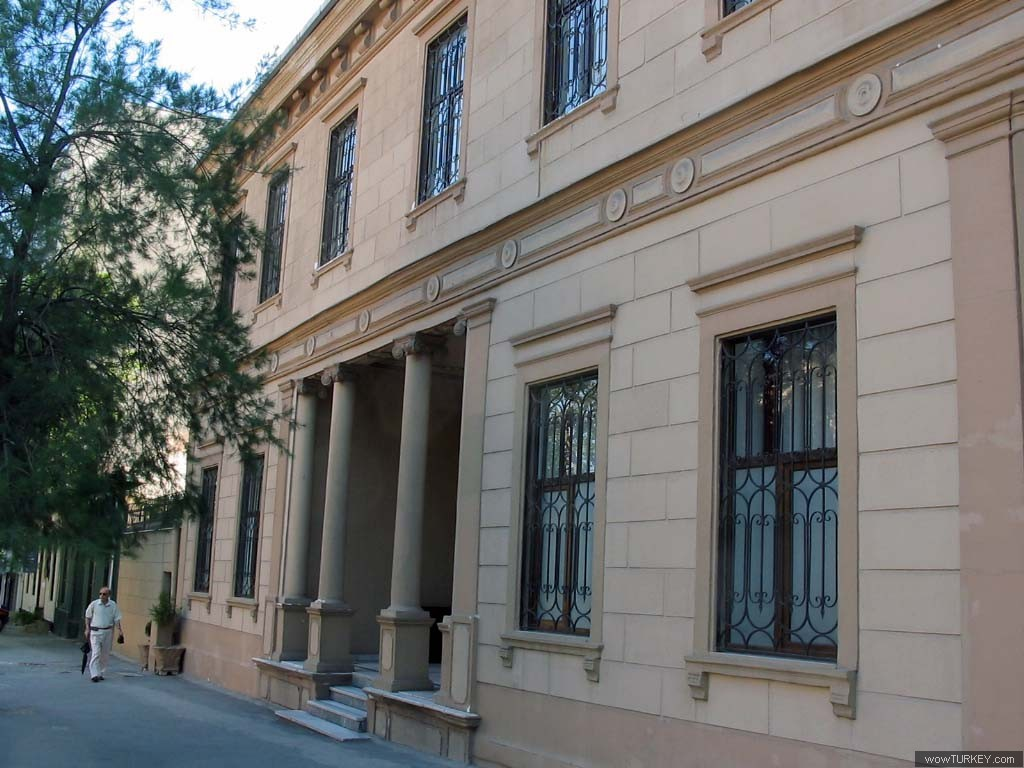
أحدى المنازل الخاصة بالشوام الأثرياء في مدينة إزمير.

في نهاية القرن الثامن عشر بنيت كنيسة كُرست للقديسة حنة. وبعد مشاكل تعرضت لها رهبنة اللعازريين أثناء الثورة الفرنسية، عاد الرهبان للعمل في الكنيسة في عام 1804، وتحولت المدرسة التابعة للكنيسة إلى «ليسيه القديس بنويت دي إسطنبول» (بالتركيَّة:Özel Saint-Benoît Fransız Lisesi) والتي تعتبر حتى اليوم واحدة من المدارس الخاصة المرموقة في إسطنبول. في عام 1839 قدمت راهبات من رهبنة بنات فنسنت دي بول من فرنسا وقمن بتأسسيس شطر للطالبات في المدرسة إلى جانب كنيسة القديسة بنويتوفي عام 1867 تم توسيع المجمع مع تشييد مجمع «ميزون دو لا بروفيدانس»، والذي ضم، من بين أمور أخرى، دار للأيتام، ومستشفى ومدرسة دينية. تاريخيًا لعبت الكنيسة دور تاريخي هام كمركز ديني وثقافي للرعايا الكاثوليك المقيمين في ربع الفرنجة في إسطنبول، وتردد على الكنيسة العديد من النخب والأسر الهامة من مجتمع الشوام اللاتين، وضمت الكنيسة رفات العديد من الشخصيات النخبويَّة والأرستقراطيَّة من المجتمع الكاثوليكي في إسطنبول.
خلال عصر عصر التنظيمات العثمانيَّة بدأ التجار الفرنسيين بلعب دور نشط في طرق التجارة في بلاد الشام بعد التحالف الفرنسي العثماني، وهو التحالف الذي قيل عنه أنه «أول تحالف غير أيديولوجي دبلوماسي من نوعه بين إمبراطوريتين مسيحية ومسلمة». وأعطى العثمانيون ممر آمن للتجار الفرنسيين. بعد عصر التنظيمات، تمت الموافقة على التوكيلات لدول أوروبية أخرى. ونتيجة لذلك، كانت هناك زيادة كبيرة في أعداد الأوروبيين الذين جاءوا إلى الأراضي العثمانية، وخاصًة للسكن في المدن الساحلية. لم يكن التجار الأوروبيون من المواطنين العثمانيين، وبالتالي لم يكن لديهم واجبات لدفع الضرائب ولا كانوا ملزمين بدخول الجيش. لذلك، أصبح الأوروبيون من الجماعات العثمانيَّة الأكثر ثراءًا مع مرور الوقت. وبالإضافة إلى ذلك، أصبحوا روادا في التصنيع والفن الغربي.

### القرن العشرين

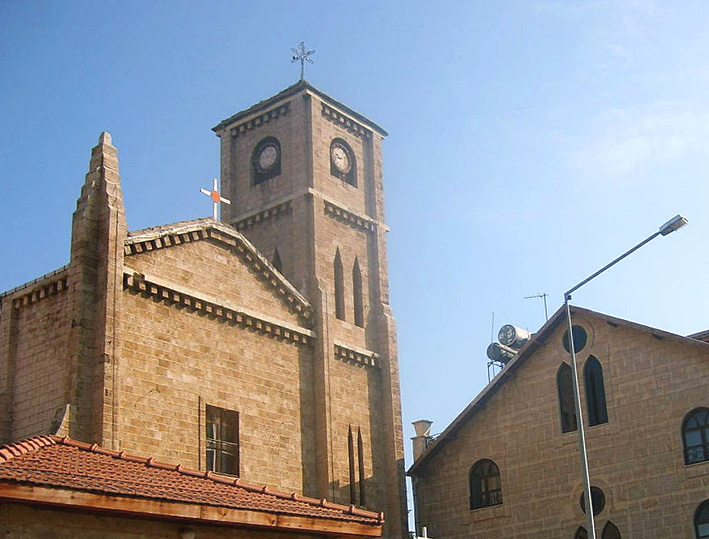
كاتدرائية القديس أنطون البادواني في مدينة مرسين، أغلقت خلال الحرب العالمية الأولى بسبب كون كل من إيطاليا وفرنسا من القوى المعارضة للدولة العثمانية.

خاضت الدولة العثمانية حروب ضد البريطانيين والفرنسيين والإيطاليين خلال الحرب العالمية الأولى. وأُجبرت الحكومة العثمانية على التوقيع على معاهدة سيفر. وقد كانت مصادقة الدولة العثمانية عليها هي المسمار الأخير في نعش تفككها وانهيارها بسبب شروطها القاسية والمجحفة والتي كانت بدافع النقمة من هزيمة الحلفاء في معركة جاليبولي على يد العثمانيين، وتضمنت تلك المعاهدة التخلي عن جميع الأراضي العثمانية التي يقطنها غير الناطقين باللغة التركية، إضافة إلى استيلاء الحلفاء على أراض تركية بعد استقلال تركيا، كان هناك رأي عام سلبي تجاه الشوام اللاتين بسبب الإدعاءات بأنهم قد تعاونوا مع الحلفاء. بعد حريق إزمير الكبير، ترك معظم الشوام مدينة إزمير وبقي فيها عدد قليل فقط من السكان.
قّعت اتفاقية التبادل السكاني بين اليونان وتركية 1923 بين الحكومتين التركيّة واليونانيّة في مدينة لوزان السويسريّة في الثلاثين من كانون الأول 1923، وتضمنت تقريباً نقل مليوني شخص مليون ونصف منهم مسيحيين كانوا يعيشون في تركيا ونصف مليون مسلم كانوا يعيشون في اليونان، أغلبهم هُجّر بالقوّة وبشكل قانوني من أوطانهم. يذكر أن تبادل السكان اثر بشكل سلبي على الطبقة البرجوازية في تركيا، حيث شكل المسيحيين نسبة هامة من الطبقة البرجوازية. بعد تأسسيس الجمهورية التركية وفي عام 1942 تم فرض ضرائب باهظة على المواطنين الأثرياء والتي استهدفت بشكل خاص المسيحيين واليهود الذين كانوا يسيطرون على جزء كبير من الاقتصاد التركي، بمقدار عشرة في المئة على الفرد الواحد، وتم مصادرة عدد من مؤسساتهم واقفال مدارسهم ممنا أدى لهجرة عدد كبير من المسيحيين واليهود. ومن الشائع أنّ السبب الكامن وراء الضرائب تكبد الخسائر المالية على الأقليات الدينيّة من المسيحيين واليهود في تركيا، وإنهاء سيطرتهم على اقتصاد البلاد، ونقل الأصول الماليّة لغير المسلمين إلى أيدي البرجوازية المسلمة. كما قامت حكومة سكرو ساراكوجلو مشروع قانون الضريبة التي تُفرض لمرة واحدة وتم اعتماد القانون من قبل البرلمان التركي في 11 نوفمبر 1942. وكانت الضريبة مفروضة على الأصول الثابتة، مثل العقارات، وعلى ملاك المباني وسماسرة العقارات والشركات والمؤسسات الصناعية لجميع المواطنين، بما في ذلك الأقليات. ومع ذلك، لم يكن الذين عانوا أشد المعاناة من المسلمين بل من اليهود واليونانيين والأرمن والشوام اللاتين، الذين كانوا مسيطرين على جزء كبير من الاقتصاد.

### الوضع المعاصر

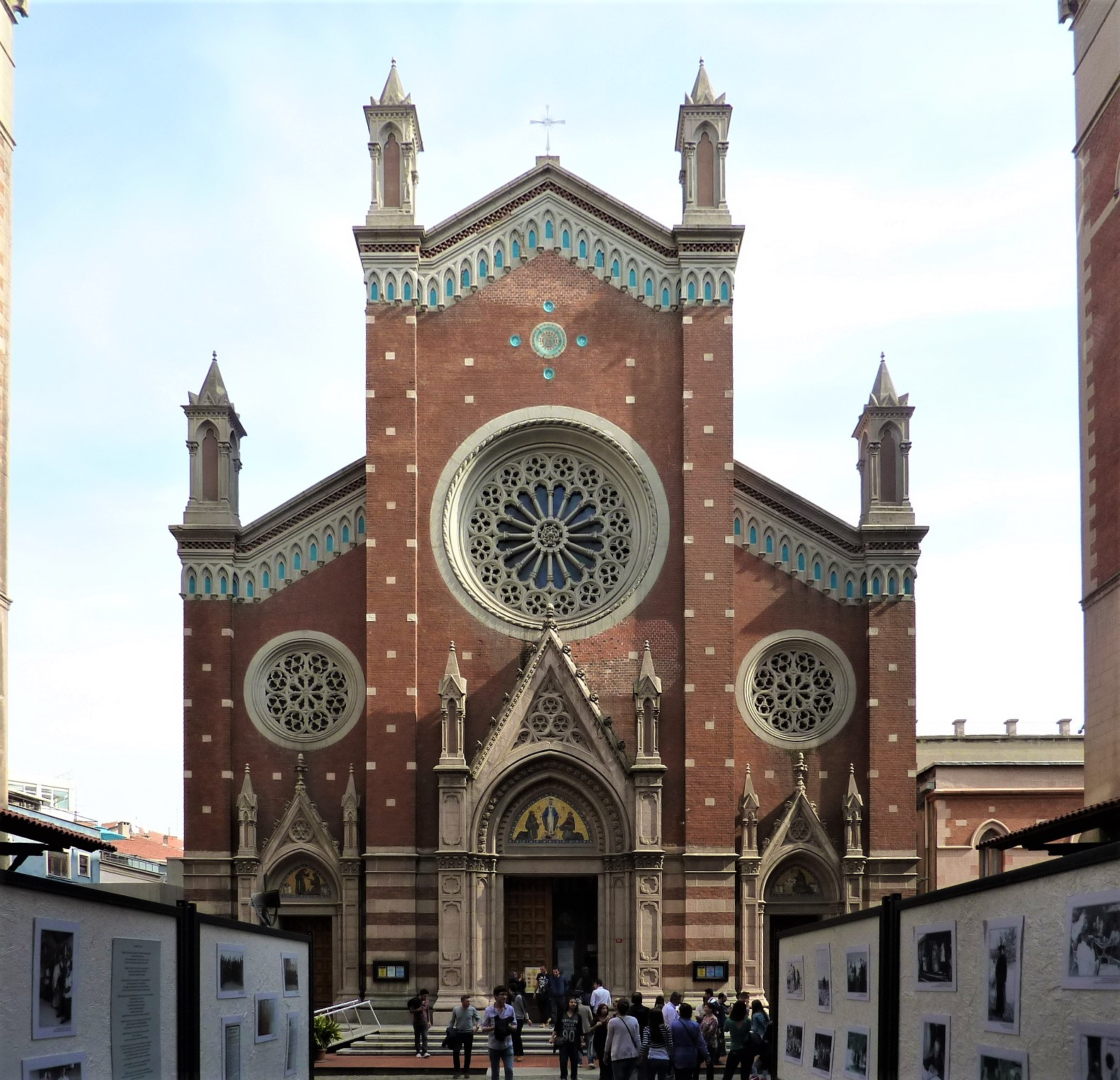
كاتدرائية القديس أنطون البدواني في إسطنبول؛ رعايا الكنيسة أساسًا هم من الشوام اللاتين.

اليوم، أعداد الشوام اللاتين ليست واضحة، في حين تقدر أعداد أتباع الكنيسة الرومانية الكاثوليكية في تركيا بحوالي 35 ألف نسمة الأ أنهم ليسوا جميعًا من الشوام. ويقدر أن هناك حوالي 100-150 مشرقي لاتيني في إزمير. وهناك تقدير آخر يضع الرقم بالمئات. ومع ذلك، قد يكون العدد أعلى وذلك بسبب سياسات الإستيعاب للحكومات القومية التركية الكمالية، والتحول إلى الإسلام بسبب الخوف بعد مذابح اليونانيين البونتيك ومذابح الأرمن، أو الزاوج. في فيلم وثائقي عن الشوام المشرقيين في إزمير (بالتركيَّة: Bazıları Onlara Levanten Diyor)، يسمي الشوام المشرقين أنفسهم باسم «الأتراك المسيحيين» ويقولون انهم ليسوا سعداء بتسمية الشوام أو المشرقيين.
أثّر بوغروم إسطنبول عام 1955 بعمق على السكان المشرقيين وعلى المجتمع المسيحي عامًة من اليونانيين والأرمن، بعد بوغروم إسطنبول، فرَّ معظم الشوام المشرقيين إلى فرنسا والولايات المتحدة ودول أوروبا الغربية الأخرى. ويحمل معظمهم جوازات سفر ثانية أو لديهم جواز سفر واحد فقط ينتمي إلى بلد أجدادهم. ويفضل العديد من الشباب الشامي المشرقي الذهاب إلى الخارج بدلاً من البقاء في تركيا. أما باقي الشوام المشرقيين، فتقوم بعقد لقاءات في إسطنبول لحماية تراثها وللحفاظ على ماضيها. هناك أيضًا العديد من الشوام المشرقيين القاطنين مدينة في مرسين والإسكندرونة. لا تزال هناك بعض العائلات المشرقية اللاتينية في مرسين منها أسرة ليفانتي، ومونتافاني، وبابيني، وبريكوتي، وشاساتي، وفيتيل، وتالهوز، وأنطوان ميرزان، ونادر، وريكسيا، وسويسال، وهيسارلي، وكوكاز، ودانيال، وكوكالاكيس، ويالنز. ولا تزال كاتدرائية القديس أنطون البادواني في مرسين نشطة. وتخدم المجتمع المسيحي الكاثوليكي المقيم في المدينة.

## التواجد التاريخي

### إسطنبول

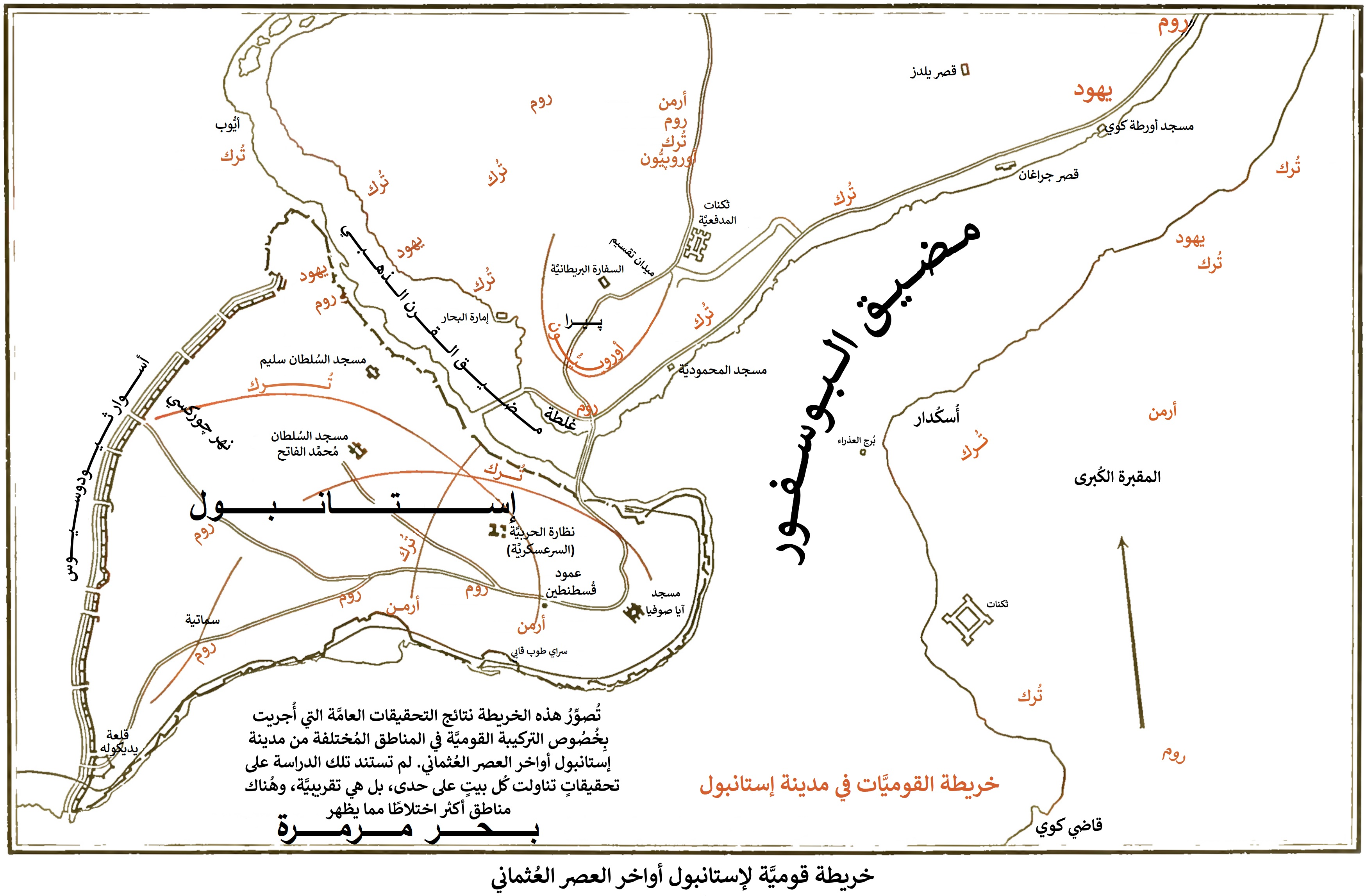
خارطة توضح التجمعات السكانيَّة الشاميَّة اللاتينيَّة المتتشرة في إسطنبول في عام 1922.

تركز الحضور الشامي المشرقي في مدنية إسطنبول في كل من منطقة بيرا وغلطة. وقد وصلت أعدادهم خلال القرن التاسع عشر إلى حوالي 14,000 نسمة.

### إزمير
في عام 1818، وصف الرحالة ترافيلر ويليام جويت توزيع سكان إزمير على النحو التالي: حوالي 60,000 تركي، 40,000 إغريقي، 10,000 يهودي، 7,000 أرمني وحوالي 3,000 شامي لاتيني. في عام 1856، سمحت الدولة العثمانية للمسيحيين بالتملك. ونتيجة لذلك، بدأت أعداد الشوام المشرقيين في إزمير في الزيادة بشكل كبير. وكان عدد السكان غير المسلمين يقدر بحوالي 15 ألفًا في عام 1847، بينما ارتفع إلى 50,000 في عام 1880. وأصبحت إزمير مدينة المشرقين وبدأت تسمى «عاصمة المشرقيين»، و«لؤلؤة المشرقيين»، و«مرسيليا السواحل الأناضولية» أو«مرسيليا على ساحل آسيا الصغرى». وتقدر مصادر تعود إلى القرن التاسع عشر السكان المشرقيين في المدينة بين 16,000 وحوالي 25,000 نسمة. الحد الأدنى هو نسبة 8% من سكان إزمير في حين أن الحد الأقصى للتقدير هو 17%. وعاشت المجتمعات غير المسلمة في أزمير في أماكن مختلفة. كان هناك أحياء خاصة للأتراك واليونانيين والأرمن واليهود والشوام اللاتين. في عام 1914 أشارت التقديرات السكانية؛ إلى توزع سكان إزمير بين حوالي 378,000 مسلم وحوالي 217,686 مسيحي أرثوذكسي.

### مرسين
اكتسبت منطقة تشوكوروفا أهمية بعد زراعة القطن الذي جاء من الأمريكتين. لذلك، أصبحت مدينتي أضنة ومرسين نقطة جذب للتجار الأوروبيين. وبدأت الجماعات الشامية المشرقية في النمو في مدينة مرسين. خصوصًا بعد القرن التاسع عشر، حيث أسس رجال الأعمال الأوروبيين «الربع أو الحي الفرنكي» في مدينة مرسين.
يظهر التعداد السكاني التوزيع الديني خلال العصر العثماني:
- في عام 1879: كان 625 مسلم وحوالي 147 يوناني أرثوذكسي وحوالي 37 أرمني وحوالي 50 مشرقي كاثوليكي في مرسين.
- في عام 1891: كان 5,000 مسلم وحوالي 2,700 يوناني أرثوذكسي وحوالي 860 أرمني وحوالي 260 مشرقي كاثوليكي في مرسين.

## الثقافة

### المدارس

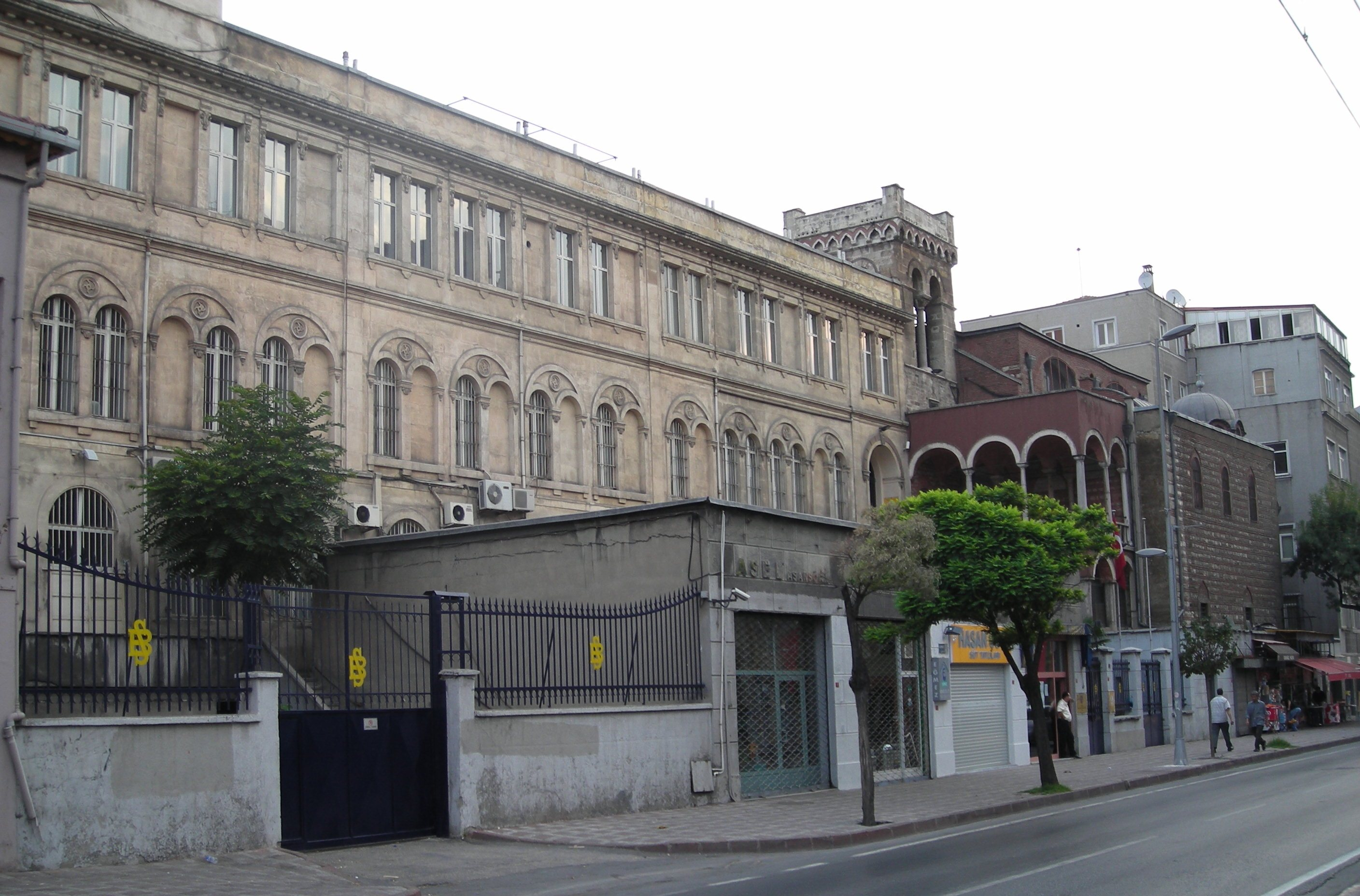
مدرسة القديسة بنويت الكاثوليكية؛ وهي من مدارس الشوام المرموقة في مدينة إسطنبول.

يملك الشوام المشرقيين العديد من المدارس الفرنسية والإيطالية والألمانية والنمساوية في مدينة إسطنبول وإزمير. ومع ذلك، فإن معظم الطلاب هم الأتراك عرقيًا. غير أن المدارس تحسب كمدارس خاصة أو كاثوليكيَّة.

### اللغة
أثرَّ الشوام المشرقيين على بعض ادخال بعض الكلمات الأجنبية في اللغة التركية مثل إظهار (بالتركيَّة: racon، نقحرة: راكون) وووجه (بالتركيَّة: faça، نقحرة: فاتشَّا).

### الديانة
معظم الشوام اللاتين هم مسيحيون حسب التقاليد المسيحية الغربية، الغالبية العظمى منهم من الكاثوليك في حين أنَّ هناك أقلية من البروتستانت تتبع معظمها الكنيسة الأنجليكانية والكنيسة المعمدانية. لدى الشوام المشرقيين كنائس خاصة بهم في بعض المدن التركيَّة. ويطلق عليها اسم عرقهم أو طائفتهم مثل الكنيسة البروتستانتية الألمانية أو كنيسة أزمير المعمدانية. تسمى الكنائس في إزمير أحيانًا باسم «الكنيسة المشرقيَّة».

### العمارة
واحدة من أقدم المآثر العمرانيَّة الشامية المشرقية هي برج غلطة في مدينة إسطنبول. حيث كانت المنطقة الربع أو الحي الأوروبي حتى عام 1453. بعد سقوط القسطنطينية، سلَّم البندقيون البرج إلى العثمانيين. تعد مدينة إزمير المدينة الأكثر أهمية للبنيَّة المعماريَّة الشامية المتبقية في البلاد. حيث كانت تعرف مناطق كاردياكا (كورديليون)، وبورنوفا (بورناباد) وبوكا (بودجا) باسم معاقل الشوام في إزمير حتى حرب الاستقلال التركية. وترك المشرقيين العديد من القصور والمنازل الفخمة في المدينة.